# Бардуси
Бардуси (груз. ბარდუსის ციხე, тур. Bardız Kalesi) — средневековая крепость, расположенная в историческом Тао (ныне территория Турции), в долине Бардус, в районе Шенкая, провинции Эрзурум, недалеко от деревни Газилер. Она построена в начале долины, в хорошо выбранном с военной точки зрения месте, на высоте 2490 метров над уровнем моря. Благодаря своему расположению, Бардуси была главной крепостью долины, и её главной задачей было контролировать вход в долину.

## История
Владение крепостью в долине Бардуси имело особое значение для царей Тао-Кларджети, так как на месте современной Шенкая, находился политический центр Тао — Бана,  где находилась резиденция царя Давида III Куропалата. Поэтому, чтобы защитить царство, он придавал большое значение укреплению военного или церковного влияния в долине Бардуси. Таким образом, предполагается, что строительство церкви в крепости Бардуси и надпись на ней относятся ко времени правления Давида III. Однако османский путешественник XVII века Эвлия Челеби связывал его строительство с туркменами — Ак-Коюнлу и указывал на здание и торговые линии вокруг форта. В XVIII веке католические миссионеры из Ахалцихе были заключены в крепости. В 1769 году один из священников, скрывающихся в скалах Бардуси, даже послал письмо кардиналу в Риме с просьбой о помощи, поскольку они больше не могли покинуть Бардуси. С разрешения тогдашнего османского правителя долины Номана-паши в 1770 году после ответного письма из Рима священники были освобождены из крепости и возвращены в Рим.

## Архитектура
Большая часть ограды крепости довольно хорошо сохранилась, особенно сторона входа и башни.  В юго-западном углу замка находится хорошо сохранившаяся прямоугольная башня высотой около 8 метров. Углы башни окрашены в белый, красный и оранжевый цвета. 
Главный вход в крепость смотрит на запад. Стена разрушена, но южная сторона ворот и остатки арки хорошо сохранились. В северной части крепости находится искусственный холм, который, вероятно, образовался в результате разрушения дворца или церкви. Предполагается, что на территории крепости было много зданий, а само ограждение было намного выше.
На сохранившейся стене на камне красноватого цвета имеется надпись из двух строк. По палеографическим признакам, он должен принадлежать к X веку. Никаких повреждений камня не наблюдалось. Считается, что он был встроен в стену замка после разрушения церковной стены.